# ۵۹۸ (خورشیدی)
۵۹۸ پانصد و نود و هشتمین سال هجری خورشیدی است.

## رویدادها
حمله مغول